# Yuhina torqueola
La yuhina indochina (Yuhina torqueola) es una especie de ave paseriforme de la familia Zosteropidae que vive en el sur de Asia.

## Distribución
Se extiende desde el extremo oriental del subcontinente indio hasta el oeste de Indochina. Se encuentra en los bosques de montaña de las estribaciones orientales del Himalaya, la cordillera Arakan, los montes Shan y demás montañas aledañas al norte de la península malaya; distribuido por Birmania, Bután, Tailandia, el este de la India y Bangladés, el extremo suroccidental de China y el oeste de Laos.